# Foldamery
Foldamery – syntetyczne oligomery wykazujące silną tendencję do przyjmowania określonej struktury trójwymiarowej. Dzieli się je na foldamery inspirowane związkami naturalnymi (np. białkami lub kwasami nukleinowymi) i foldamery abiotyczne, które nie przypominają żadnych biomakromolekuł.